# گرزو
گرزو (انگلیسی: Grezzo) شرکت بازی ویدئویی ژاپنی است، که در سال ۲۰۰۶ تأسیس شد.